# Saadet İkesus Altan
Saadet İkesus Altan (* 3. März 1916 in Ankara; † 12. Dezember 2007 ebenda) war eine türkische Opernsängerin (Sopran) und die erste weibliche Opernregisseurin der Türkei.

## Leben
Altan hat den Aussagen der staatlichen Oper Istanbul zufolge große Verdienste für die Entwicklung der türkischen Oper. Sie hatte ihre Ausbildung zur Opernsängerin in Deutschland an der Musikakademie Berlin. Eine Zeitlang arbeitete sie an der Oper in Duisburg. Danach wurde sie von Carl Ebert 1941 eingeladen, am Konservatorium von Ankara zu arbeiten.
Altan hat auch einen Roman in türkischer Sprache mit dem Titel Karaböcek geschrieben.